# Paleogen
Paleogen je geološko razdoblje u prošlosti Zemlje, koje je počelo prije 65 i završilo prije 23 milijuna godina. Ovo razdoblje sastoji se od epoha paleocena, eocena i oligocena. Paleogenu prethodi razdoblje krede, a slijedi epoha miocena u periodu neogena. Izrazi "paleogenski sustav" i "sustav donjeg tercijara" također su bili korišteni, kako bi opisali paleogen. 
Razdoblje je trajalo 42 milijuna godina i postalo poznat kao vrijeme u kojem su sisavci evoluirali od malih, jednostavnih oblika u različite životinje nakon masovnog izumiranja, koje je završilo u prethodnom razdoblju krede. Neke od tih životinja evoluirat će u krupne oblike, koji će dominirati kopnom, dok će drugi postati sposobni živjeti u oceanima, specifičnim kopnenim staništima te čak i letjeti. Ptice su prilično evoluirale tijekom ovog razdoblja, mijenjajući se u oblik nalik sadašnjem. Većina ostalih grana života na Zemlji ostale su relativno neizmijenjene u odnosu na ptice i sisavce. Manji broj pomaka kontinenata također se dogodio u ovom razdoblju. Klima se ponešto ohladila za vrijeme paleogena, a unutrašnja mora povukla iz Sjeverne Amerike.